# Arquitectura feixista

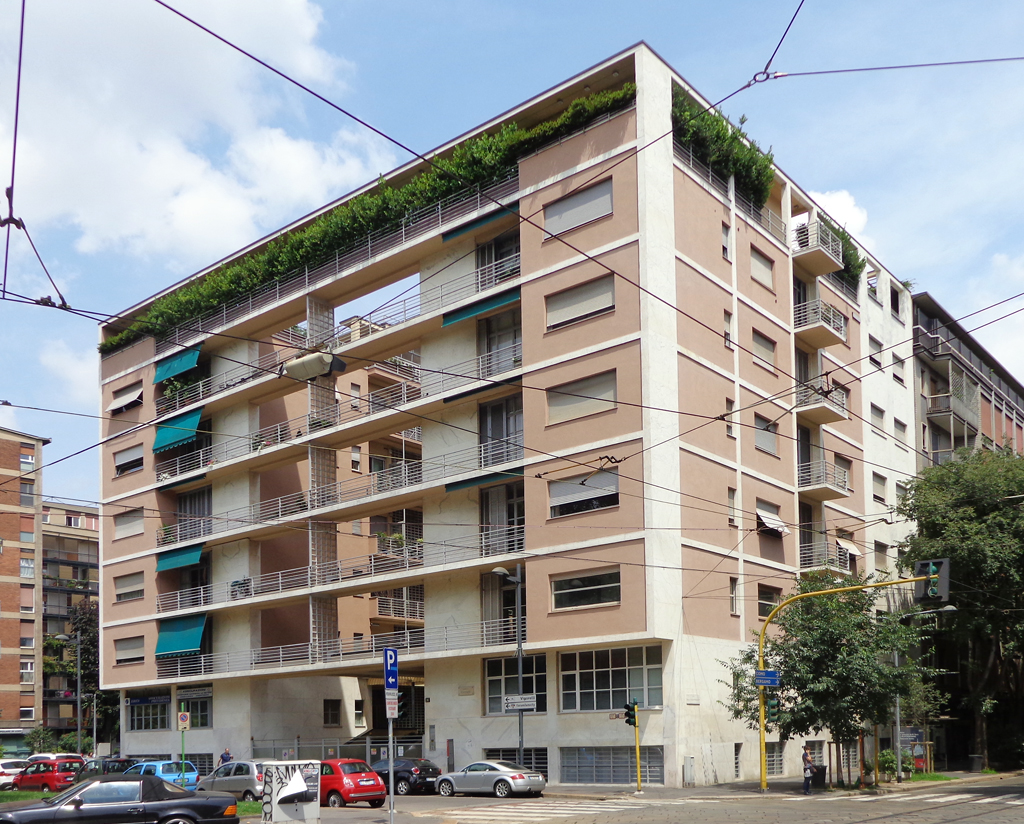
Casa Rustici (Milà, Giuseppe Terragni, exemple del corrent racionalista de l'arquitectura feixista

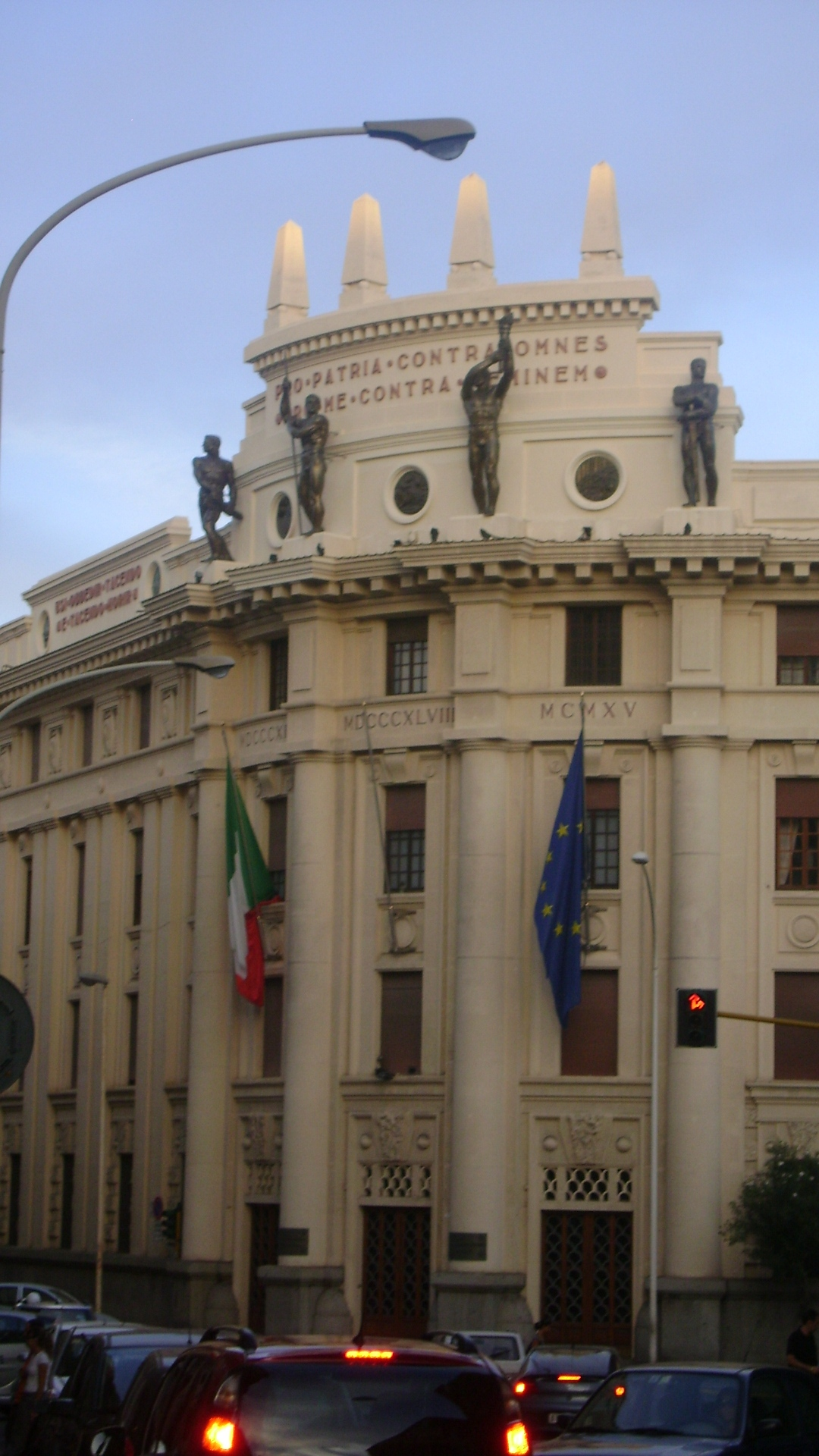
Edifici característic del corrent historicista de l'arquitectura feixista a Càller, Itàlia.

Arquitectura feixista o arquitectura feixista-racionalista és l'estil arquitectònic desenvolupat a la Itàlia feixista des de finals dels anys vint; promogut i practicat inicialment pel Gruppo 7, que incloïa arquitectes com ara Luigi Figini, Gino Pollini, Guido Frette, Sebastiano Larco, Carlo Enrico Rava, Giuseppe Terragni, Ubaldo Castagnola i Adalberto Libera. S'hi distingien dues branques, una partidària de les innovacions de l'arquitectura moderna (Giuseppe Terragni) i una altra més conservadora (Marcello Piacentini i el grup La Burbera).
Aquesta doble naturalesa de l'arquitectura feixista va permetre que d'una banda desenvolupés una estreta relació amb el racionalisme arquitectònic propi de la denominada arquitectura moderna -moviment modern o estil internacional-, com el de l'Escola de la Bauhaus alemanya i el taller de Le Corbusier a França; mentre que d'altra banda, fos clarament equiparable a la denominada arquitectura dels totalitarismes o arquitectura dels dictadors -art nazi, arquitectura nazi, arquitectura estalinista-, més vinculada al neoclassicisme i l'historicisme.
El projecte de construcció de l'Esposizione Universale Roma (EUR), prevista pel 1942 i que no va arribar a celebrar-se, va permetre des de 1938 el desenvolupament planificat d'un zona urbana completa amb pretensions monumentals, en què es van conjugar estètiques no sempre coincidents dels arquitectes més afins al règim de Mussolini -Marcello Piacentini, de criteris més neoclàssics i Giuseppe Pagano més avantguardista-.